# 罗斯柴尔德别墅 (戛纳)
罗斯柴尔德别墅（Villa Rothschild）是法国蔚蓝海岸戛纳的一个海滨花园别墅，由贝蒂·罗斯柴尔德男爵夫人建于1881-1882年，新古典主义建筑风格，建筑师查尔斯巴伦。
1947年，别墅由戛纳市收购，改为市立图书馆和多媒体图书馆。
罗斯柴尔德别墅和花园都在1991年7月22日列为法国历史古迹。